# Os Amigos
Os Amigos fue una banda portuguesa, conocidos por su participación en el Festival de la Canción de Eurovisión 1977 y por haber ganado la edición del Festival RTP da Canção de 1977.

## Trayectoria
El grupo Os Amigos estaba formado por los cantantes Ana Bola, Edmundo Silva, Fernanda Piçarra, Fernando Tordo, Luisa Basto y Paulo de Carvalho.
Vencieron en la edición de 1977 del Festival RTP da Canção con la canción "Portugal no coração", con letra del poeta Ary dos Santos y con música de Fernando Tordo.
Al ganar el Festival RTP da Canção, obtuvieron el derecho a representar a Portugal en el Festival de la Canción de Eurovisión 1977, convirtiéndose así en el primer grupo que representaba a Portugal. El Festival se celebró en Londres, acabando la noche en 14.ª posición de un total de 18 participantes.

## Discografía
- Portugal No Coração / Cantiga de Namorar (Sencillo, TLD, 1977) TLS009
- Avante Norte / Novas Quadras (Sencillo, TLD, 1977) TLS011